# Ramblers Club
Der Ramblers Club ist ein 1945  gegründeter Sportverein aus Windhoek, der Hauptstadt Namibias. Schwerpunktsportart des Vereins ist Fußball.

## Fußball

### Männer
Die Ramblers spielten bis zur Saison 2013/14 in der Namibia Premier League und gewannen 1992 die Meisterschaft und wurden 2005 Pokalsieger. Zur Saison 2014/15 traten die Ramblers ihren Startplatz in der Premier League aufgrund finanzieller Probleme ab.
Die Mannschaft wird von Namibia Dairies gesponsert und heißt deshalb in der Saison 2009/10 Oshikandela Ramblers. Oshikandela ist eines der Produkte des Unternehmens.
Im September 2009 wurde der deutsche „Welttorhüter“ Lutz Pfannenstiel Sportdirektor und Torwarttrainer bei den Ramblers; gleichzeitig übernahm er das Amt des Torwarttrainers der namibischen Nationalmannschaft. Das Amt des Torwarttrainers bei den Ramblers gab Pfannenstiel nach einer Saison wieder ab.
Am 15. August 2011 wurde bekannt, dass die Premier-League-Mannschaftsrechte der Ramblers verkauft werden sollen, da der Verein die etwa N$ 70.000 pro Monat für laufende Kosten der Mannschaft nicht mehr aufbringen kann. Ein Käufer konnte bisher nicht gefunden werden, so dass die Mannschaft erst einmal ohne Budget die neue Saison beginnen soll. Am 1. September 2014 übernahm die University of Namibia den Startplatz in der Namibia Premier League von den Ramblers, sodass der Verein seit Dezember 2014 in der Namibia First Division antritt.

#### Erfolge
- Namibischer Fußballmeister: 1992
- Namibischer Pokalsieger: 2005

#### Internationale Teilnahmen
- CAF Champions League 1993 – Vorrunde

#### Trainer
- Peter Hyballa (2002–2003)
- Lutz Pfannenstiel (2009–2010) Spielertrainer

#### Spieler
- Oliver Risser (19??–2000) Jugend, (2000–2001, 2014–) Spieler
- Wilko Risser (2002–2003) Jugend

### Frauen
Die Frauenauswahl Ramblers Women spielt in der Saison 2023 in der Namibia Women’s Super League und damit erstklassig.